# Festival Internacional de Cine de Berlín de 1974
La 24ª edición del Festival de Cine de Berlín se llevó a cabo desde el 21 de junio al 2 de julio de 1974 con la Torre de radio de Berlín como sede principal. El Oso de Oro fue otorgado a la cinta canadiense El aprendizaje de Duddy Kravitz (The Apprenticeship of Duddy Kravitz) dirigida por Ted Kotcheff.

## Jurado
Las siguientes personas fueron escogidas para el jurado de esta edición:
Jurado oficial
- Rodolfo Kuhn, director y guionista (Argentina) - Presidente
- Margaret Hinxmann, escritor y crítico de cine (Reino Unido)
- Pietro Bianchi, periodista y crítico de cine (Italia)
- Gérard Ducaux-Rupp, productor (Francia)
- Kurt Heinz, compositor (RFA)
- Akira Iwasaki, historiado y crítico de cine (Japón)
- Arthur Knight, historiado y crítico de cine (Estados Unidos)
- Manfred Purzer, director y guionista (RFA)
- Piet Ruivenkamp, crítico de cine (Países Bajos)

## Películas en competición
La siguiente lista presenta a las películas que compiten por Oso de Oro:
| Título en español                                   | Título original                                     | Director(es)             | País                           |
| --------------------------------------------------- | --------------------------------------------------- | ------------------------ | ------------------------------ |
| Ankur                                               | Ankur                                               | Shyam Benegal            | India                          |
| El aprendizaje de Duddy Kravitz                     | The Apprenticeship of Duddy Kravitz                 | Ted Kotcheff             | Canadá                         |
| Asayake no uta                                      | Asayake no uta                                      | Kei Kumai                | Japón                          |
| Bobbys krig                                         | Bobbys krig                                         | Arnljot Berg             | Noruega                        |
| Canción para la tierra triste                       | Maa on syntinen laulu                               | Rauni Mollberg           | Finlandia                      |
| Charley, el tuerto                                  | Charley-One-Eye                                     | Don Chaffey              | United Kingdom, Estados Unidos |
| The Concert                                         | The Concert                                         | Claude Chagrin           | Reino Unido                    |
| De loteling                                         | De loteling                                         | Roland Verhavert         | Bélgica                        |
| En handfull kärlek                                  | En handfull kärlek                                  | Vilgot Sjöman            | Suecia                         |
| El amor del capitán Brando                          | El amor del capitán Brando                          | Jaime de Armiñán         | España                         |
| Effi Briest                                         | Effi Briest                                         | Rainer Werner Fassbinder | RFA                            |
| Ha'Ya'ar Ha-Kasum                                   | Ha'Ya'ar Ha-Kasum                                   | Shlomo Suriano           | Israel                         |
| Im Namen des Volkes                                 | Im Namen des Volkes                                 | Ottokar Runze            | RFA                            |
| El relojero de Saint-Paul                           | L'horloger de Saint-Paul                            | Bertrand Tavernier       | Francia                        |
| La Patagonia rebelde                                | La Patagonia rebelde                                | Héctor Olivera           | Argentina                      |
| El pelícano                                         | Le Pélican                                          | Gérard Blain             | Francia                        |
| Les Guichets du Louvre                              | Les Guichets du Louvre                              | Michel Mitrani           | Francia                        |
| Little Malcolm and His Struggle Against the Eunuchs | Little Malcolm and His Struggle Against the Eunuchs | Stuart Cooper            | Reino Unido                    |
| Man anam keh                                        | Man anam keh                                        | Ali Akbar Sadeghi        | Irán                           |
| Aventuras y desventuras de un italiano emigrado     | Pane e cioccolata                                   | Franco Brusati           | Italia                         |
| Predstava Hamleta u selu Mrduša Donja               | Predstava Hamleta u selu Mrduša Donja               | Krsto Papić              | Yugoslavia                     |
| Sagarana, o Duelo                                   | Sagarana, o Duelo                                   | Paulo Thiago             | Brasil                         |
| Sea Creatures                                       | Sea Creatures                                       | Robin Lehman             | Reino Unido                    |
| Tabiate bijan                                       | Tabiate bijan                                       | Sohrab Shahid-Saless     | Irán                           |
| Straf                                               | Straf                                               | Olga Madsen              | Países Bajos                   |
| There Is No 13                                      | There Is No 13                                      | William Sachs            | EE. UU.                        |
| Two                                                 | Two                                                 | Charles Trieschmann      | EE. UU.                        |
| Zeami                                               | Zeami                                               | Susumu Harada            | Japón                          |

## Fuera de competición
- S toboy i bez tebya, dirigida por Rodion Nahapetov (URSS)

## Palmarés
Los siguientes premios fueron entregados por el jurado profesional:
- Oso de Oroː El aprendizaje de Duddy Kravitz de Ted Kotcheff
- Oso de Plata: 
  - Aventuras y desventuras de un italiano emigrado de Franco Brusati
  - Tabiate bijan  de Sohrab Shahid-Saless
  - Little Malcolm de Stuart Cooper
  - Im Namen des Volkes de Ottokar Runze
  - La Patagonia rebelde de Héctor Olivera
- Oso de Plata. Premio extraordinario del jurado: El relojero de Saint-Paul  de Bertrand Tavernier
- Premio FIPRESCI: Tabiate bijan  de Sohrab Shahid-Saless